# Girolamo Pisano
Girolamo Pisano (Salerne, 11 avril 1974) est un homme politique italien.

## Biographie
En 2013, il est élu député de la circonscription Campanie 2 pour le Mouvement 5 étoiles.